# Alejandra Llaneza
Alejandra Llaneza (nascida em 31 de maio de 1988) é uma jogadora profissional mexicana de golfe que joga nos torneios do LPGA Tour.
Representou México na competição feminina de golfe nos Jogos Olímpicos de Verão de 2016, realizados no Rio de Janeiro, Brasil. Terminou sua participação em quinquagésimo oitavo lugar no jogo por tacadas.